# Дженна Преслі
Дже́нна Пре́слі (англ. Jenna Presley; нар. 1 квітня 1987 року, Берклі Гейтс, Нью-Джерсі, США) — колишня американська порноакторка.
2010 року журнал «Maxim» включив Преслі до списку 12 найсексуальніших порноакторок.
На її рахунку понад 275 фільмів. В липні 2013 року Дженна Преслі заявила про припинення зйомок у порнофільмах.

## Нагороди та номінації
- 2006 Nightmoves Award — Fan Choice for Best New Starlet[8]
- 2006 XRCO Award номінація за Cream Dream[9]
- 2007 AVN Award номінація за Best New Starlet[9]
- 2010 AVN Award номінація — Best Solo Sex Scene — Self Service[10]